# Bamford & Martin Coal Scuttle
La Bamford & Martin A1, meglio conosciuta come Coal Scuttle è un'autovettura prodotta dalla Bamford & Martin (che più tardi diverrà Aston Martin) nel 1915. È stato il primo modello prodotto dalla casa automobilistica britannica.
Venne costruita su un telaio fatto su misura e aveva installato un motore a quattro cilindri in linea da 1.389 cm³ di cilindrata. Si ipotizza che la Coal Scuttle potesse raggiungere una velocità massima, notevole per l'epoca, di oltre 110 km/h.

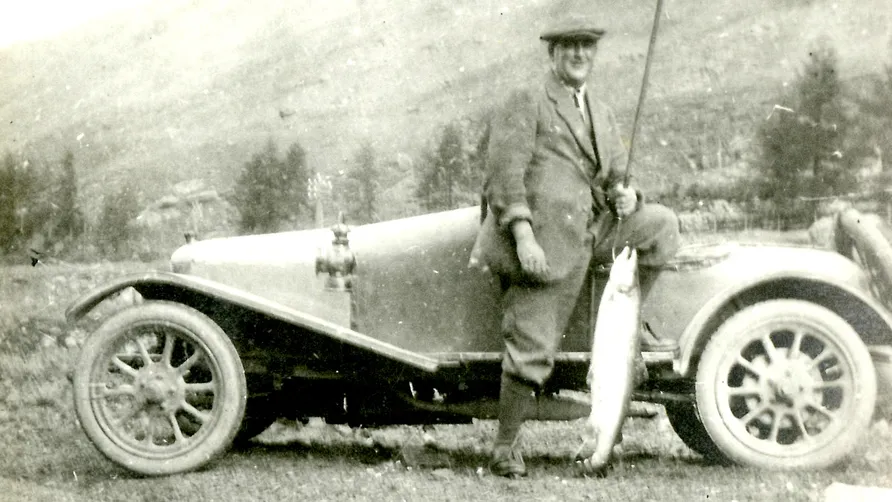
Lionel Martin e la Coal Scuttle

Per circa un decennio venne impiegata in diverse gare automobilistiche, ottenendo anche un discreto successo. Lionel Martin e Robert Bamford, fondatori dell'azienda, decisero di schierare il prototipo in pista sia per testare e sviluppare nuove soluzioni da impiegare sui modelli successivi, ma anche per attirare la potenziale futura clientela, impressionandola con i buoni risultati che la vettura otteneva in gara.
Fu messa all'asta per 50 sterline nel 1924 e se ne persero le tracce intorno al 1928. Tutt'oggi non si sa se il prototipo sia andato perduto o se sia sopravvissuto da qualche parte. L'Aston Martin Heritage Trust stessa, che si occupa del museo del marchio, è interessata alle ricerche sulla Coal Scuttle.